# 1. FC Schwedt
Der 1. FC Schwedt ist ein ehemaliger deutscher Fußballverein, der in der ostdeutschen Stadt Schwedt/Oder beheimatet war. Er wurde 1990 als FSV PCK 90 Schwedt gegründet und 1993 umbenannt. Der Verein spielte von 1991 bis 1996 in der Oberliga Nord-Ost. 1996 ging er in Konkurs.

## Geschichte
Als 1990 durch die wirtschaftlichen Veränderungen infolge der politischen Wende das System der Betriebssportgemeinschaften (BSG) zusammenbrach, spaltete sich die BSG Chemie PCK Schwedt in zwei neue eingetragenen Vereine auf, den FSV PCK 90 und den SSV PCK. Der Fußballsportverein (FSV) übernahm die Sektion Fußball der BSG und für die Saison 1990/91 deren Platz in der neugegründeten Landesliga Brandenburg. Als Landesmeister stieg der FSV im Jahr darauf in die drittklassige Oberliga Nord-Ost auf. Dort erreichten die Schwedter bis 1994 die Plätze acht und zweimal fünf. Zum 1. Juli 1993 benannte sich der Verein in 1. FC Schwedt um. Mit dem fünften Platz 1994 qualifizierte sich der 1. FC für die neu eingeführte drittklassige Regionalliga, verzichtete aber auf seinen Startplatz. Er trat auch in der Spielzeit 1994/95 in der nun viertklassigen Oberliga Nord-Ost an und landete zum Saisonende auf Rang acht. Die nachfolgende Spielzeit wurde auf dem elften Platz abgeschlossen. Nach dem 6. Spieltag der Oberligasaison 1996/97 meldete der Verein am 27. September 1996 Konkurs an und wurde daraufhin aufgelöst. Die Jugendabteilung des 1. FC Schwedt schloss sich der VGS 90 Schwedt an, aus der später der FC Schwedt 02 entstand. Dieser erreichte bisher nicht den höherklassigen Ligenbereich.